# Iklehra
Iklehra là một thị trấn thống kê (census town) của quận Chhindwara thuộc bang Madhya Pradesh, Ấn Độ.

## Địa lý
Iklehra có vị trí 23°09′B 76°23′Đ / 23,15°B 76,38°Đ Nó có độ cao trung bình là 457 mét (1499 feet).

## Nhân khẩu
Theo điều tra dân số năm 2001 của Ấn Độ, Iklehra có dân số 9206 người. Phái nam chiếm 52% tổng số dân và phái nữ chiếm 48%. Iklehra có tỷ lệ 67% biết đọc biết viết, cao hơn tỷ lệ trung bình toàn quốc là 59,5%: tỷ lệ cho phái nam là 76%, và tỷ lệ cho phái nữ là 58%. Tại Iklehra, 12% dân số nhỏ hơn 6 tuổi.